# ديفيد راش
ديفيد راش (بالإنجليزية: David Rush) هو ملحن ومنتج أسطوانات أمريكي، ولد في 1983 في هايلاند بارك في الولايات المتحدة.

## وصلات خارجية
- الموقع الرسمي
- ديفيد راش على موقع ميوزك برينز (الإنجليزية)
- ديفيد راش على موقع أول ميوزيك (الإنجليزية)
- ديفيد راش على موقع ديسكوغز (الإنجليزية)